# Attunement Records
Attunement Records é o selo musical independente criado pela cantora e compositora americana Lauren Jauregui, em parceria com a distribuidora AWAL Recordings. Com essa parceria, Jauregui visa sua independência como artista solo, além de manter seus direitos musicais e criativos, ao contrário das gravadoras tradicionais ao qual mantinha contrato.

## História
Com o anuncio de seu projeto musical intitulado Prelude (uma performance virtual que foi ao ar nos dias 14 e 15 de outubro) e de seu EP de estreia que leva o mesmo nome, Jauregui revelou em entrevista para a  Bustle o que todos de seu fandom já desconfiavam: agora ela é independente. Lauren deixou a Sony Music, e foi para a AWAL, outro braço da Sony que abrange artistas independentes. Ela agora tem seu próprio selo, sob o qual o novo projeto será lançado, a Attunement Records.
Após o hiato do Fifth Harmony, Jauregui continuou com a Sony Music Entertainment e imaginou um caminho de completa autonomia para sua carreira. Ela lançou vários singles aclamados pela crítica entre 2018 e 2020 ─ “Expectations”, “More Than That”, “Lento” e “50ft.” ─ com a intenção de ir em direção a um corpo de trabalho completo. Mas, apesar de as canções terem uma história muito específica em sua jornada, a cantora revelou que no fim do dia elas continuavam fazendo parte de uma realidade onde outra pessoal tinha a ordem final sobre se ela poderia ou não compartilhar algo.
Durante seu tempo de contrato com a Columbia Records/Sony Music, que ela reconta como uma experiência positiva que gerou muitos relacionamentos de colaboração estreitos que ela preserva até hoje, Jauregui diz que esperavam que ela continuasse no caminho da música pop. “Não havia espaço para quem eu queria ser como artista”, revelou referindo-se a sua antiga gravadora. Grata pelas oportunidades e exposição proporcionadas a ela, recentemente decidiu que o sistema de gravadoras grandes não era o caminho certo para sua carreira. “A única coisa que faz sentido para mim agora é ser completamente independente e dona da minha música. É propriedade intelectual, e eu acredito que os artistas devem ser donos de suas próprias músicas", completou.
Compartilhando o entusiasmo de Jauregui sobre sua nova jornada como artista independente, o vice-presidente de A&R da AWAL, Eddie Blackmon, disse a Bustle: “Ela incorpora a verdadeira independência e tem uma visão clara de sua carreira, que são componentes chave que eu procuro em um artista. A música dela é criativa, autêntica, e falará para uma audiência global”.

## Artistas
- Lauren Jauregui

## Registros
- Intro (por Lauren Jauregui)
- Colors (por Lauren Jauregui)
- Scattered (por Lauren Jauregui e Vic Mensa)
- On Guard (por Lauren Jauregui e 6lack)
- Falling (por Lauren Jauregui)
- Sorry (por Lauren Jauregui)
- Always Love (por Lauren Jauregui)
- Trust Issues (por Lauren Jauregui)
- The Day The World Blows Up (por Lauren Jauregui)
- Burning (por Lauren Jauregui)